# Iparjogi Szemle
Az Iparjogi Szemle magyar iparjogvédelmi folyóirat volt 1906 és 1939 között. (A folyóirat  1917 és 1925 között szünetelt.)

## 1906-tól
Az Iparjogi Szemle első száma  1906. január 15-én jelent meg. Az első szám tudósított a Magyar Iparjogvédelmi Egyesület megalakulásáról és belső oldalán szerkesztőségi felhívást tett közzé az Egyesület és az Iparjogi Szemle céljairól. Az I. évf. 1. szám fejlécének a következő volt a szövege: "Iparjogi Szemle. Az üzleti tisztesség, a szabadalmi, védjegy-, minta- és szerzői jog és az összes
ipari eszmei javak oltalmát szolgáló folyóirat. A „Magyar Iparjogvédelmi Egyesület” közlönye. Megjelenik minden hó 15-én."

## A Magyar Gyáripar mellékleteként
Az Iparjogi Szemle 8 év szünetelés után, 1925-től a Magyar Gyáripar melléklapjaként jelent meg újra. Az utolsó száma az 1939. évi -ig, utolsó száma az április-júniusi volt. 

## Szerkesztői
- Hoffler Károly,
- Fenyő Miksa,
- Bányász Jenő